# Dark Chords on a Big Guitar
Dark Chords on a Big Guitar — студийный альбом американской певицы Джоан Баэз, выпущенный в 2003 году. Материалом для пластинки послужили песни молодых исполнителей, таких как Стив Эрл, Гиллиан Уэлч, David Rawlings, Райан Адамс, Natalie Merchant и Greg Brown.
Певица частично посвятила альбом режиссёру и политическому активисту Майклу Муру.

## Список композиций
| №   | Название                  | Автор(ы)                     | Длительность |
| --- | ------------------------- | ---------------------------- | ------------ |
| 1.  | «Sleeper»                 | Greg Brown                   | 4:35         |
| 2.  | «In My Time Of Need»      | Райан Адамс                  | 4:33         |
| 3.  | «Rosemary Moore»          | Caitlin Cary                 | 5:15         |
| 4.  | «Caleb Meyer»             | David Rawlings, Гиллиан Уэлч | 2:31         |
| 5.  | «Motherland»              | Natalie Merchant             | 4:44         |
| 6.  | «Wings»                   | Josh Ritter                  | 4:01         |
| 7.  | «Rexroth's Daughter»      | Greg Brown                   | 5:19         |
| 8.  | «Elvis Presley Blues»     | David Rawlings, Гиллиан Уэлч | 4:40         |
| 9.  | «King's Highway»          | Joe Henry                    | 3:28         |
| 10. | «Christmas In Washington» | Стив Эрл                     | 5:13         |

## Участники записи
- Джоан Баэз — вокал
- Byron Isaacs — акустическая и электрическая бас-гитара
- George Javori — барабаны, перкуссия
- Duke McVinnie — гитара, бас-гитара (2, 6, 9, 10)
- Doug Pettibone — акустическая гитара (10)
- Gail Ann Dorsey, Rani Arbo — бэк-вокал (2)